# Édouard Hippolyte Margottet
Édouard Hippolyte Margottet, né à Saint-Quentin le 24 mai 1848 et mort le 16 décembre 1887 à Saint-Gérand-le-Puy (Allier), est un peintre français.
Élève de Pills, il débuta au salon de 1869 par un portrait de femme, qui le fit remarquer par une excellente distribution de la lumière.
En 1870, il exposa le portrait de M. Gustave Aimard, romancier alors en faveur, et celui de Noël Martin, acteur de l’Odéon. Il continua à exposer des portraits, des tableaux de fleurs et de nature morte d’une vigoureuse coloration.